# Förnuft och känsla (1981)
För romanen som denna TV-serie baserar sig på; se Förnuft och känsla.
Förnuft och känsla (engelska: Sense and Sensibility) är en brittisk miniserie från 1981. Serien är baserad på Jane Austens roman med samma namn publicerad 1811.

## Rollista i urval
- Irene Richard - Elinor Dashwood
- Tracey Childs - Marianne Dashwood
- Bosco Hogan - Edward Ferrars
- Robert Swann - Överste Brandon
- Diana Fairfax - Mrs. Dashwood
- Donald Douglas - Sir John Middleton
- Annie Leon - Mrs. Jennings
- Peter Woodward - John Willoughby
- Marjorie Bland - Lady Middleton
- Peter Gale - John Dashwood
- Amanda Boxer - Fanny Dashwood
- Christopher Brown - Mr. Palmer
- Hetty Baynes - Charlotte Palmer
- Julia Chambers - Lucy Steele
- Pippa Sparkes - Ann Steele
- Philip Bowen - Robert Ferrars
- Margot Van der Burgh - Mrs. Ferrars